# 弓場徹
弓場 徹（ゆうば とおる、1956年 - ）は、三重大学名誉教授、国立病院機構東京医療センター（ 感覚器 ）センター 客員研究員（2013-2016）、理化学研究所情報基盤センター客員研究員（2015-）、放送大学非常勤講師（2015-17）、米コロンビア大学客員教授(2001)、東京大学医学部客員研究員(2002.11-2008)、発声研究、声楽家（テノール）、ＹＵＢＡメソッド創始者・ＹＵＢＡメソッドインスティテュート創設者・代表である。所属学会は日本耳鼻咽喉科学会員、日本音声言語医学会員。

## 概要
1956年、北海道置戸町の出身。東京藝術大学卒業。米国、カナダ、イタリア、ブラジル、中国でコンサートや講演等を行い、ニューヨークでは「ウェストサイダー」誌に“一級の歌唱”と評された。世界ではじめて科学的な音痴矯正法を開発、2010年段階で1,500以上の成功例があり、ジャンル問わず国内外の多くのプロ歌手の指導も行ってきている。現在まで、約100を超えるテレビ・ラジオ番組に出演、数多くの新聞・雑誌などに掲載されてきた。2005年版よりWho’s Who世界人名辞典にYuba Toru、及び『YUBAメソッド』が掲載されている。‘99 ～‘03年，日本音声言語医学会の学術講演、日本耳鼻咽喉科学会の臨床「音痴治療」、同学会理事会の特別講演『YUBAメソッド』のゲスト講演者として招聘されるほか、米コロンビア大学で客員教授，ハワイ州立大学、サンパウロ州立総合大学などでもゲストとして講義・講習を行った。また、全米音楽教育学会（MENC）から招聘を受けて研究を発表。世界3大ネットワークの１つABC系列KITVニュース、そして米国の公共放送教育番組「ミュージックファクトリー」は、サンフランシスコ、ハワイ州、シンガポール、台湾など太平洋沿岸地域『YUBAメソッド』を4回にわたり取り上げた。1999年、外務省から日本の代表的トピックスの１つとして『YUBAメソッド』が世界110数カ国に紹介され、TVニュースなどで報道された。

## ＹＵＢＡメソッド（The YUBA Method）
ＹＵＢＡメソッドは、広い範囲と音量を自由に制御し、豊かで正しいピッチと発音を一気に発声できるようにする方法である。裏声と表声を分離・融合し、音源生成の運動と調音運動をロスなく協調させて短時日で効率よく発声・発音能力を向上させる、新発声科学の理論に基づいた新しいヴォイストレーニング法である。この発声法は、音源レベルでの調整を可能にする。「発声機能解剖生理学」の視点から、実践研究を繰り返し、「ＹＵＢＡ理論（発声制御理論）」が構築された。そして、この理論に基づいて実践法を体系化したものがＹＵＢＡメソッドである。ＹＵＢＡメソッドは以上のような学問から成るが、実際にメソッドを利用する人は、難しい解剖学の知識から学ぶ必要はない。「まねをするだけ」の簡単なメソッドである。幼稚園や保育園、小・中・高校での歌唱教育、歌手・アナウンス・声優等の声作りから、音痴矯正、人工内耳装用者の歌唱改善、アンチエイジング（声の若返り）、音声障害の予防・改善、認知症（アルツハイマー病）改善、誤嚥防止など幅広く利用されている。

## 主な作品
著書
・啓蒙書
- 1998年「歌う筋肉（トレーニング用CD付）」（ビクターエンタテインメント 株式会社）
- 2002年「ステキな声に変えよう　歌唱・演歌・詩吟の上達のために」（株式会社 厚生社）＊
- 2003年「元気！になる94の秘訣」（株式会社 朝日新聞社）＊
- 2004年「奇跡のボイストレーニングBOOK（CD付）」（株式会社 主婦の友社）
- 2004年「『音』がわかると音楽が8倍楽しくなる！知っているようで知らない『音』のおもしろ雑学辞典」（株式会社 ヤマハミュージックメディア）＊
- 2005年「CDをまねるだけ！歌のうまい子になる超簡単ボイストレーニング（トレーニング用CD付）」（株式会社 PHP研究所）
- 2006年「奇跡のハイトーンボイストレーニング（プログラムCD付）」（株式会社 主婦の友社）
- 2010年「復刻版　歌のうまい子になる超簡単ボイストレーニング(CD付)」（株式会社 朝日新聞出版）
- 2012年「声のなんでも小辞典」発声のメカニズムから声の健康まで（株式会社 講談社）＊
- 2012年「日本の演奏家　クラシック音楽の1400人」（日外アソシエーツ 株式会社）＊
- 2013年「1時間で感動するほど歌がうまくなる本」（株式会社 KADOKAWA 中経出版BC）
- 2013年「どんな人でも　1週間でいい声になる！ 歌がうまくなる！（DVD付）」（株式会社 あさ出版）
- 2013年「改訂版　奇跡のボイストレーニングBOOK（プログラムCDつき）」（株式会社 主婦の友社）
- 2013年「改訂版　奇跡のハイトーンボイストレーニングBOOK（プログラムCDつき）」（株式会社 主婦の友社）
- 2015年「ミックスボイストレーニングで必ず歌がうまくなる本（プログラムCD付き）」（株式会社 主婦の友インフォス情報社）

・医学書，専門書
- 2000年「合唱指導―悩みと疑問大解決」（株式会社 音楽之友社）＊
- 2001年「奇跡耳鼻咽喉科•頭頸部外科クリニカルトレンド Part3」（株式会社 中山書店）＊
- 2002年「JOHNS「音の世界と耳鼻咽喉科　－音楽・音声・環境音－」」（株式会社 東京医学社）＊
- 2009年「STのための音声障害診療マニュアル」（インテルナ出版 株式会社）＊
- 2012年「改訂　音声障害」（株式会社 建帛社）＊
- 2015年「JOHNS「言語・認知・構音・音声障害」」（株式会社 東京医学者）＊
- 2020年「DVD＋CD付「誤嚥防止のための発声指導-基礎とYUBAメソッドの実践-」」（株式会社 東京医学者）＊

＊弓場徹著ではなく，共著もしくはコンテンツが掲載されているもの
CD・DVD
- 2001年　CD「歌う筋肉」男声編/女声編（ビクターエンタテインメント 株式会社）
- 2007年　DVD『YUBAメソッド』による新発声指導法1　歌う筋肉の秘密
- 2007年　DVD『YUBAメソッド』による新発声指導法2　歌う筋肉強化トレーニング変声前児童（小学生）&女声用
- 2007年　DVD『YUBAメソッド』による新発声指導法3　歌う筋肉強化トレーニング混声用（中学校・高等学校）

　（2000年に発売したVHSビデオの内容を教材用DVDにしたもの（ビクターエンタテインメント 株式会社））
- 2009年　DVD　YUBAメソッド初級ボイストレーニング編　あっという間に歌上手Ⅰ（フィークジャパン 株式会社）
- 2009年　DVD　YUBAメソッド中級ボイストレーニング編　驚異のカラオケ上達法Ⅰ（フィークジャパン 株式会社）
- 2018年　DVD・CD　YUBAメソッド初級ボイストレーニング編　あっという間に歌上手Ⅰ（創新社）

カラオケコンテンツ　
- JOYSOUND　のど鳴らし　男声編・女声編
- JOYSOUND　健康王国　YUBAメソッド誤嚥予防ノド体操　男声編・女声編

## メディア出演情報
TV
▽2021年
- 4/30ー読売テレビ「かんさい情報ネットten.」

▽2020年
- 1/9ーNHK総合「Uta-Tube」再放送
- 2/8ー読売テレビ「朝生ワイドす・またん！」

▽2018年
- 6/17ーテレビ愛知「サンデージャーナル」

▽2017年
- 1/7ーNHK総合（中部7県向け）「Uta-Tube」

▽2015年
- 12/07ーNHK総合「あさイチ」

▽2014年
- 10/27ーフジテレビ「バイキング」
- 05/18ー日本テレビ「所さんの目がテン！」

▽2013年
- 12/18ーフジテレビ「ホンマでっか！？TV」
- 08/17ーNHK総合「マサカメTV」
- 07/01ー毎日放送「MUSIC EDGE」
- 06/23ー中京テレビ「PS三世」
- 04/20ーNHKEテレ「すイエんサー」(短編)再放送
- 03/30ーNHKEテレ「すイエんサー」(短編)再放送
- 03/26ーNHKEテレ「すイエんサー」(短編)再放送
- 01/03ーNHK総合「ウワサくんとカガクちゃん」

▽2012年
- 05/31ー読売テレビ「かんさい情報ネット「ten!」」
- 03/03ーNHK総合「すイエんサー」(フルバージョン)再放送
- 02/14ー朝日放送「ナニコレ珍百景」再放送
- 01/21ーNHKEテレ「すイエんサー」(短編)再放送
- 01/17ーNHKEテレ「すイエんサー」(短編)再放送
- 01/01ーNHKEテレ「すイエんサー」

▽2011年
- 10/26ー名古屋テレビニュース
- 04/14ーJ:com「8時です！生放送」
- 02/12ーテレビ大阪「かがくdeムチャミタス」
- 01/24ー読売テレビ「ズームイン！SUPER」
- 01/19ーテレビ朝日「ナニコレ珍百景」

▽2010年
- 10/13ーテレビ朝日「シルシルミシル」
- 08/26ーNHK総合「新感覚ゲーム　クエスタ」
- 07/14ー名古屋テレビ「UP!」
- 05/26ー日本テレビ「DON!」
- 05/08ーフジテレビ「なんでも推理SHOW ハテナの出口」
- 05/08ーテレビ朝日「ダイジョブ軍団イイ隊ンダー」
- 02/26ー中京テレビ「ラッキー！！」
- 02/14ー毎日放送「元気家族テレビ　となりのマエストロ」

▽2009年
- NHKEテレ「すイエんサー」

▽2006年
- NHK総合「生活ほっとモーニング」
- 日本テレビ「バリューナイトフィーバー」

▽2005年
- NHK総合「生活ほっとモーニング」
- フジテレビ「FNNスーパーニュース」
- テレビ東京「月曜エンターテイメント」

▽2003年
- NHK総合「ものしり一夜づけ」

▽2002年
- テレビ朝日「ワイドスクランブル」

▽2000年
- NHK-BS2「週刊ハイビジョンニュース」
- テレビ大阪「美しい科学・シグナス」
- 日本テレビ「レッツ」
- BS朝日放送「バラの舞踏会」
- テレビ朝日「スーパーJチャンネル」
- テレビ信州「信州生活百科ゆうがたGet！」

▽1999年
- NHK総合「おはよう日本」
- 読売テレビ「大阪ほんわかテレビ」
- テレビ朝日「激マジ」
- TBS「ジャスト」
- 朝日放送「おはようコールABC」
- NHK総合「生活ほっとモーニング」
- NHK－BS１「生活ほっとモーニング」
- NHK総合「首都圏ネットワーク」

▽1998年
- NHK総合BS1「Day Line Japan」
- NHK総合BS1「Japan This Day」
- NHK総合「おはよう5」(日本)
- NHK総合「おはよう5」(海外)
- TBS「報道特集」
- テレビ朝日「スーパーJチャンネル」
- 読売テレビ「ニューススクランブル」
- NHK総合「生活ほっとモーニング」
- NHK総合「おはよう日本」(日本)
- NHK総合「おはよう日本」(海外)
- 東海テレビ/関西テレビ「テレビ博物館」
- 読売テレビ「元気もんテレビ」
- 日本テレビ「特命リサーチ200X」
- NHK東海「おはよう東海」

▽1988年
- 読売テレビ「読売日本交響楽団ニューイヤーコンサート」

### ラジオ
▽2018年
- 2018/06/14ーNHKラジオ「夕刊ゴジらじ」

▽2016年
- 2016/03/21ーラジオ大阪「モーニングライダー　藤川貴央です」ー外カラ～花見でカラオケ～
- 2016/02/15ーラジオ大阪「モーニングライダー　藤川貴央です」ー声の経済学ー
- 2016/01/18ーラジオ大阪「モーニングライダー　藤川貴央です」－子どもの発声ー

▽2015年
- 2015/12/21ーラジオ大阪「モーニングライダー　藤川貴央です」ー認知症ー
- 2015/11/16ーラジオ大阪「モーニングライダー　藤川貴央です」－忘年会カラオケー

▽2012年
- 2012/12/15ーcross fm「Aladdin　バカヤローradio！」

新聞
▽2014年
- 2014/01/10ー朝日新聞デジタル「教授と楽しく学問を　三重大，サイエンスカフェ好評」
- 2014/01/07ー朝日新聞「教授 BARで語らう　三重大　研究から砕いて『講義』」

▽2013年
- 2013/12/16ーYOMIURI ONLINE「『声が若返る方法』大学教授が指南　三重大『音痴治療』テーマに」
- 2013/12/16ー読売新聞「研究者と市民カフェ交流」
- 2013/11/05ー伊勢新聞「発声の改善法紹介　三重大の弓場教授が講話」
- 2013/08/30〜12/20ー公明新聞連載「歌のチカラ」【連載について】

▽2012年
- 2012/07/14ー中日新聞「すご技ナビ　カラオケ　裏声も使って歌おう」

▽2010年
- 2010/11/18ー朝日新聞「カラオケ，認知症に効果？　三重大と2社共同で研究へ」
- 2010/11/14ー中日新聞「こどもタイムズ　わくわく探検　『歌おうよ　もっと上手に』弓場徹　三重大教授がレッスン　表声と裏声を混ぜて」
- 2010/02/16ー毎日新聞「あなたの音痴直します　三重大教授が『科学的のどの使い方』一般向けDVD作製」
- 2010/01/10ー読売新聞「音痴　裏声鍛えて直す　三重大教授の理論DVDに」

雑誌
▽2016年
NHKテレビ テキスト「すてきにハンドメイド」
▽2015年
- 週刊現代（株式会社 講談社）

▽2013年
- チャレンジ5年生　未来！発見BOOK 2013年10月号（株式会社 ベネッセコーポレーション）
- チャレンジ5年生　未来！発見BOOK 2013年2月号（株式会社 ベネッセコーポレーション）

▽2012年
- チャレンジ5年生　未来！発見BOOK 2013年2月号（株式会社 ベネッセコーポレーション）

▽2011年
- チャレンジ6年生　未来！発見BOOK 2013年9月号（株式会社 ベネッセコーポレーション）